# Iotroata polydentata
Iotroata polydentata är en svampdjursart som först beskrevs av William Lundbeck 1905.  Iotroata polydentata ingår i släktet Iotroata och familjen Iotrochotidae. Inga underarter finns listade i Catalogue of Life.